# Tužice
Tužice (en allemand : Tuschitz) est une commune du district de Klatovy, dans la région de Plzeň, en République tchèque. Sa population s'élevait à 94 habitants en 2021.

## Géographie
Tužice se trouve à 18 km à l'est-sud-est de Klatovy, à 46 km au sud-sud-est de Plzeň et à 107 km au sud-ouest de Prague.
La commune est limitée par Nalžovské Hory au nord, à l'est et au sud, et par Zavlekov à l'ouest.

## Histoire
La première mention écrite du village date de 1381.

## Transports
Par la route, Tužice se trouve à 9 km de Plánice, à 19 km de Klatovy, à 59 km de Plzeň et à 129 km de Prague.